# أولاد بوهادي (بوهودة)
أولاد بوهادي هي إحدى مشيخات المملكة المغربية، تتبع جغرافيا لإقليم تاونات وإداريًا لبوهودة. يقدر عدد سكانها بـ 4236 نسمة حسب الإحصاء الرسمي للسكان والسكنى لسنة 2004.